# GHI Bronx Tennis Classic 2002
Il GHI Bronx Tennis Classic 2002 è stato un torneo di tennis facente parte della categoria ATP Challenger Series nell'ambito dell'ATP Challenger Series 2002. Il torneo si è giocato a Bronx negli Stati Uniti dal 12 al 18 agosto 2002 su campi in cemento.

## Vincitori

### Singolare
Mardy Fish ha battuto in finale  Denis Golovanov con il punteggio di 1–6, 6–1, 7–5

### Doppio
Jamie Delgado /  Arvind Parmar hanno battuto in finale  Karol Beck /  Tomáš Zíb con il punteggio di 7–6(6), 6–1